# Siphonoecetes striatus
Siphonoecetes striatus är en kräftdjursart som beskrevs av Myers och Mcgrath 1979. Siphonoecetes striatus ingår i släktet Siphonoecetes och familjen Ischyroceridae. Inga underarter finns listade i Catalogue of Life.